# Epicypta miltoni
Epicypta miltoni är en tvåvingeart som beskrevs av Lane 1948. Epicypta miltoni ingår i släktet Epicypta och familjen svampmyggor. Inga underarter finns listade i Catalogue of Life.